# Frondella SW
La Frondella SW o Frondella Occidental és una muntanya de 3.001 m d'altitud, amb una prominència de 10 m, que es troba al massís de Balaitús, a la província d'Osca (Aragó). És el tresmil més occidental del Pirineu.
La primera ascensió la va realitzar Louis Robach l'any 1906.